# Moving on!
『Moving on!』（ムーヴィング・オン）は、AiMの15枚目のシングル。

## 収録曲
1. Moving on! (4:54)
作詞:ai、作曲:太田美知彦、編曲:太田美知彦
『デジモンテイマーズ 冒険者たちの戦い』主題歌。
2. Fragile heart (5:11)
作詞:ai、作曲:近藤昭雄、編曲:近藤昭雄
『デジモンテイマーズ』挿入歌(40話)。
3. Moving on!(karaoke) (4:53)
4. Fragile heart(karaoke) (5:09)

## 楽曲の収録アルバム
- デジモンテイマーズ シングルベストパレード (#2)
- デジモン挿入歌ワンダーベストエボリューション (#2)
- 15 (#1)
- DIGIMON MOVIE SONG COLLECTION (#1、美ら海バージョン)